# Río Mayuyana
Le Río Mayuyana (encore appelé Río Grande) est un cours d'eau du centre-ouest de l'Argentine qui coule sur le territoire de la province de La Rioja. Il constitue l'épine dorsale du bassin endoréique de la vallée Valle Antinaco-Los Colorados. Ses eaux se perdent dans les Desagües de Los Colorados, au sud de la ville de La Rioja.

## Géographie
Le río Mayuyana coule du nord vers le sud au centre de la large vallée déséchée Antinaco-Los Colorados, vaste dépression nord-sud, longue de plus de 200 kilomètres, enserrée entre la Sierra de Famatina à l'ouest, et la Sierra de Velasco à l'est. 
Les pics les plus importants de la Sierra de Famatina sont le Cerro General Belgrano encore appelé Nevado de Famatina (6 250 m), le Negro Overo (6 050 m), l'Alto Blanco (5 510 m) et l'Indarguasy (5 392 m). 
Du côté oriental, l'altitude maximale de la Sierra de Velasco est atteinte au Pico El Cotao haut de 4 275 mètres. 
Arrivé au sud de la dépression Antinaco-Los Colorados, qui s'ouvre sur de vastes plaines sèches, le cours du río Mayuyana s'incurve progressivement vers l'est. La rivière contourne la ville de Patquía par le nord et ayant perdu toutes ses eaux, se perd dans les Desagües de Los Colorados.

## Affluents
Le río Mayuyana collecte avant tout, en rive droite, les eaux des différentes rivières nées de la fonte des glaciers et des neiges hivernales de la Sierra de Famatina :
- río Famatina
- río Amarillo (ou Capayán)
- río Durazno (ou Los Sarmientos)
- río Guanchín
- río Miranda
- río Vichigasta